# Mermessus medius
Mermessus medius là một loài nhện trong họ Linyphiidae.
Loài này thuộc chi Mermessus. Mermessus medius được Alfred Frank Millidge miêu tả năm 1987.